# Кеннеди, Кортни
Кортни Кеннеди (англ. Courtney Kennedy; род. 29 марта 1979, Вуберн, Массачусетс) — американская хоккеистка и тренер. Серебряный призёр Олимпийских игр 2002 года и бронзовый — Олимпийских игр 2006 года.

## Биография
В хоккей с шайбой начала играть в колледже Колби (частный университет в Уотервилле), где проходила обучение. Продолжила карьеру в команде Миннесотского университета «Миннесота Голден Гоферс», где выступала с сестрой Шеннон. В 2008 году Кортни была введена в спортивный Зал Славы университета.
По окончании карьеры на льду Кортни возглавляла хоккейную команду девочек в средняя школе в Кембридже в родном Массачусетсе. В настоящее время она —помощник главного тренера хоккейной команды «Бостон Колледж Иглс» Кэти Кинг и исполнительный директор хоккейной школы Кеннеди.